# Honors de Winston Churchill

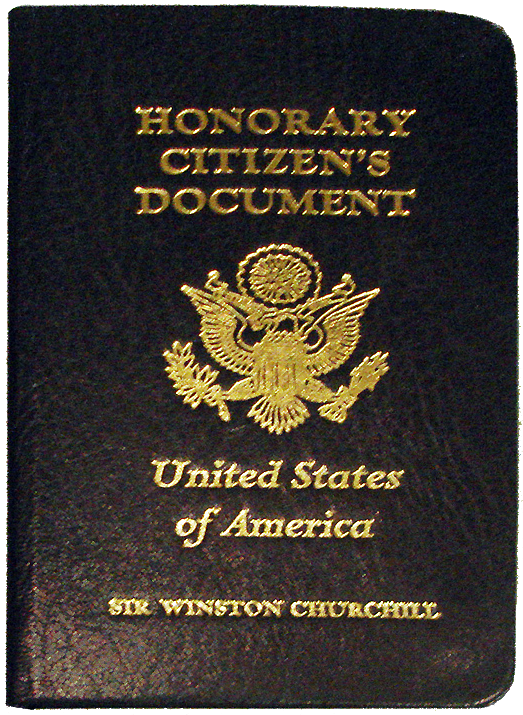
El passaport de ciutadà honorífic estatunidenc de Winston Churchill

Sir Winston Churchill rebé nombrosos honors i distincions durant la seva carrera com a estadista i escriptor. Potser el major de tots ells va ser el funeral d'estat celebrat a la catedral de Saint Paul després què el cadàver estigués 3 dies a Westminster Hall, un honor rarament concedit a ningú llevat d'un monarca o consort. El funeral, a més, va ser una de les majors reunions d'homes d'estat del món, amb representants de més de 100 països,
incloent al President de França Charles de Gaulle, al Primer Ministre del Canadà Lester B. Pearson, el Primer Ministre de Rodèsia Ian Smith, l'ex-President dels Estats Units Dwight Eisenhower, caps d'estat i de govern actuals i passats i membres de les famílies reials de tot el món, només superada per la mort del Papa Joan Pau II el 2005.
Durant tota la seva vida, Churchill també acumulà d'altres honors i premis. Va rebre 37 ordes i medalles entre 1885 i 1963. De totes elles, 20 van ser atorgades per la Gran Bretanya, 3 per França, 2 per Bèlgica, Dinamarca, Luxemburg i Espanya i una d'Egipte, Líbia, Nepal, els Països Baixos, Noruega i els Estats Units. Deu van ser atorgades pel servei actiu com a oficial a Cuba, l'Índia, Egipte, Sud-àfrica, Gran Bretanya, França i Bèlgica. El major nombre de condecoracions van ser atorgades en reconeixement del seu servei com a ministre del govern britànic.
Curiosament, quan la seva filla Mary li va preguntar, quan ja era un ancià, si considerava que faltava quelcom en la seva imponent col·lecció de llorers, Winston Churchill no parlà de condecoracions, sinó que amb veu pausada va dir:
| « | M'hagués agradat que el meu pare visqués el suficient per veure que jo havia aconseguit fer quelcom de la meva vida. | » |

## Ciutadà honorífic dels Estats Units
El 1963, el President dels Estats Units John F. Kennedy, actuant sota l'autorització d'una Acta del Congrés, proclamà a Churchill Ciutadà Honorífic dels Estats Units però, donada la seva edat (88 anys) i el seu estat físic, va ser incapaç de desplaçar-se a la cerimònia celebrada el 9 d'abril als jardins de la Casa Blanca, enviant al seu fill Randolf en nom seu.
| « | He rebut moltes atencions dels Estats Units d'Amèrica, però l'honor que ara em concedeix no té igual i l'accepto amb profunda gratitud i afecte (...) Senyor President, el que ha fet il·lumina el ema de la unitat dels pobles de parla anglesa, al que he dedicat bona part de la meva vida. Voldria que acceptés i transmetés a les dues cambres del Congrés i, a través d'elles, a tot el poble estatunidenc, el meu agraïment solemne i sincer per aquesta distinció única, que sempre serà recordada amb orgull pels meus descendents. | » |

## La proposta del Ducat
El 1955, després d'haver-se retirat com a Primer Ministre, s'oferí a Churchill ser elevat a la noblesa amb títol de Duc. Tradicionalment, els primers ministres que es retiraven de la Cambra dels Comuns se'ls ofereix un comtat, així que el ducat era un signe d'un honor especial. A més, el títol escollit era el de Duc de Londres, títol sorprenent, ja que la capital mai no s'havia usat mai en cap títol de noblesa.
Encara que Churchill considerà inicialment la possibilitat de ser duc, finalment declinà l'oferiment, persuadit principalment pel seu fill Randolph, qui també desitjava seguir una carrera política i que en ser l'hereu d'un títol de noblesa hagués perdut immediatament l'accés a la Cambra dels Comuns. Des de llavors només s'han elevat a duc als membres de la família reial. Irònicament, Randolph va morir només 3 anys després que el seu pare, i per tant, el ducat hagués impactat ben poc en la seva carrera. El fill gran de Randolph, Winston, va servir com a Membre del Parlament entre 1970 i 1997, època en què ja estava previst poder rebutjar a un títol.

Escut d'armes de Sir Winston Leonard Spencer-Churchill KG OM CH TD FRS PC

El Ducat de Londres era un títol hereditari de noblesa britànica en els pars del Regne Unit, que li va ser ofert per la Reina Elisabet II al Primer Ministre en el seu retir el 1955. Respectuosament, Churchill el rebutjà per les objeccions del seu fill Randolph, que l'hagués heretat amb la mort del seu pare.
Si finalment el títol hagués estat acceptat, els Ducs de Londres haguessin estat:
- Winston Churchill, 1r Duc de Londres (1874-1965)
- Randolph Churchill, 2n Duc de Londres (1911-1968)
- Winston Churchill, 3r Duc de Londres (nascut 1940)
  - L'hereu del 3r Duc hauria de ser el seu primogènit, Randolph Churchill (nascut 1965)

Tots els ducs també tenen títols subsidiaris, habitualment comtes, que són usats pel seu hereu per cortesia. En el cas de Churchill, aquests títols subsidiaris estan oberts a l'especulació, i podrien haver estat Comte de Chartwell (per la seva residència privada) o Comte d'Oldham (la circumscripció electoral que el va enviar per primera vegada al Parlament), o d'altres.

## D'altres honors

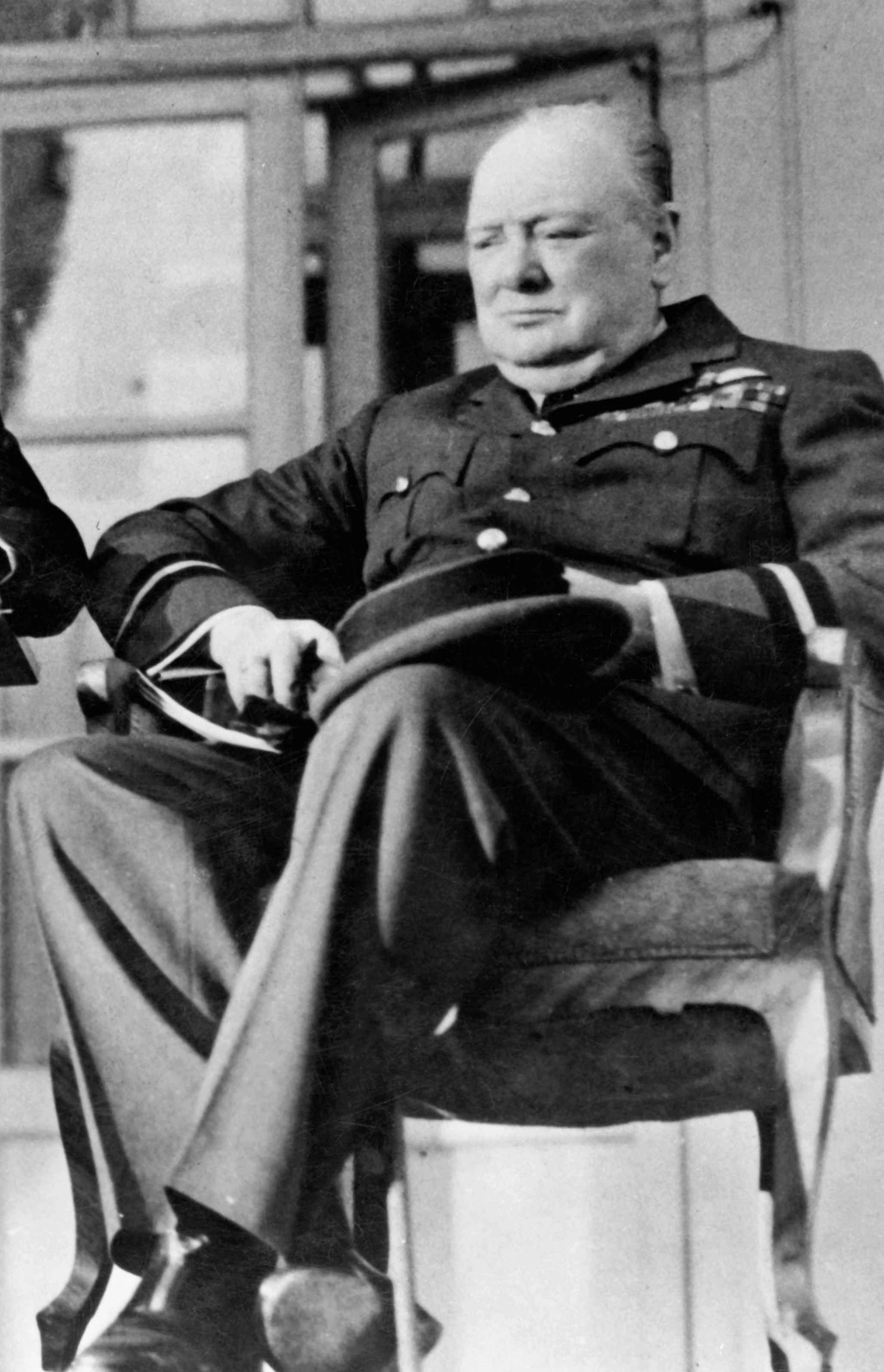
Churchill amb el seu uniforme de Comodor de l'Aire a la Conferència de Teheran.

El 4 d'abril de 1939, Churchill va ser fet Comodor de l'Aire Honorífic del 615è Esquadró (Comtat de Surrey a la Força Aèria Auxiliar. Al març de 1943, de manera honorífica, el Consell de l'Aire li atorgà les ales.
Va ser el Coronel en Cap del 4t Regiment d'Hússars de la Reina, el seu antic regiment, sent posteriorment el primer Coronel en Cap del Reials Hússars Irlandesos, càrrec que ostentà fins a la seva mort el 1965, sent conegut com el Major Hússar de tots els Temps.
Des de 1941 i fins a la seva mort, va ser Lord Guardià dels Cinc Ports, un càrrec cerimonial. El 1941, el Governador General del Canadà, el comte Alexander Cambridge, el nomenà membre del Consell Privat del Canadà. Encara que això el permetia usar el títol honorífic L'Honorable i a usar el post-nominal PC, ambdues van quedar en segon terme perquè ja pertanyia al Consell Privat Imperial, que li atorgava el tractament de El Molt Honorable. El desembre del 1955 va ser nomenat Gran Senyor de la Companyia de la Badia de Hudson.
El 1953 va rebre dos grans honors: va ser investit Cavaller de la Lligacama (esdevenint Sir Winston Churchill, KG) i va rebre el Premi Nobel de Literatura per la seva descripció magistral de la història i les biografies, així com per la seva oratòria brillant en la defensa dels valors humans.
El 1959 va ser nomenat Canceller de la Universitat de Bristol, i el mateix any va ser nomenat Pare de la Casa, el membre del Parlament amb el servei continuat més antic.
El 1956 va rebre el Karlspreis (Premi Carlemany), una distinció de la ciutat alemanya d'Aquisgrà per aquells que més hagin contribuït a la idea d'Europa i a la Pau a Europa.
El 1961, el Chartered Institute of Building el nomenà Membre Honorífic pels seus serveis i la seva passió per la indústria de la constracció.
El 1964, el Civitan International li concedí el seu primer Premi Ciutadà del Món pels seus serveis a la comunitat mundial.

### Condecoracions

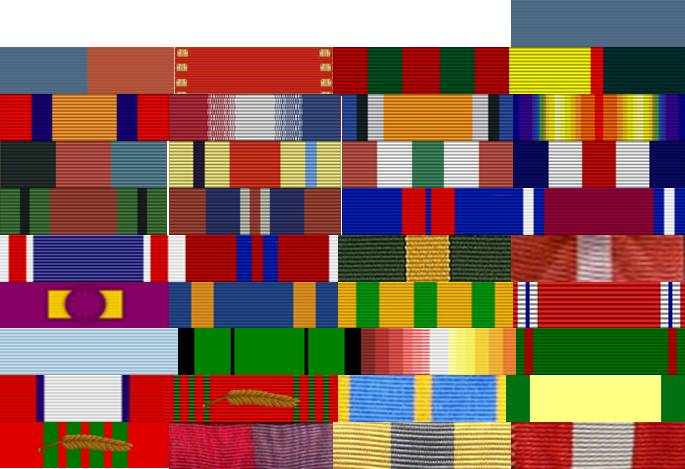
Galons de totes les condecoracions de Churchill, si les hagués lluït alhora

Cavaller Company del Molt Noble Orde de la Lligacama – nomenat el 24/4/1953 i investit el 14/6/1954
 Orde del Mèrit – nomenat l'1/1/1946 i investit el 8/1/1946
 Orde dels Companys d'Honor – nomenat el 19/10/1922 i investit el 16/6/1923
 Medalla del Servei General a l'Índia 1854-95 (barra "Frontera del Panjab 1897-98") – atorgada el 10/12/1898
 Medalla de la Reina del Sudan 1896-97 – atorgada el 27-3-1899
 Medalla de la Reina de Sud-àfrica 1899-1902 (barres "Turó e Diamant", "Johannesburg", "Alliberament de Ladysmith", "Estat Lliure d'Orange", "Muntanyes de Tugela", "Colònia del Cap")– atorgada el 15/7/1901
 Estrella de 1914-15 - atorgada el 10-10-1919
 Medalla Britànica de la Guerra 1914-20 – atorgada el 13-10-1919
 Medalla de la Victòria 1914-1918 – atorgada el 4-6-1920
 Estrella de 1939-45 – atorgada el 9-10-1945
 Estrella d'Àfrica – atorgada el 9-10-1945
 Estrella d'Itàlia – atorgada el 2-8-1945
 Estrella de França i Alemanya – atorgada el 9-10-1945
 Medalla de la Defensa – atorgada el 9-10-1945
 Medalla de la Guerra 1939-1945 – atorgada l'11-12-1946
 Medalla de la Coronació del Rei Jordi V – 1911
 Medalla del Jubileu de Plata del Rei Jordi V 1935
 Medalla de la Coronació del Rei Jordi VI 1937
 Medalla de la Coronació de la Reina Elisabet II 1953
 Condecoració Territorial (Rei Jordi V) – atorgada el 31-10-1924
 Creu de l'Orde del Mèrit Militar amb Distintiu Vermell de 1a Classe (Espanya) – atorgada el 6/12/1895 y ratificada el 25/1/1896
 Gran Cordó de l'Orde de Leopold amb Palma (Bèlgica) – 15/11/1945
 Gran Creu de Cavaller de l'Orde del Lleó Neerlandès (Holanda) – Maig 1946
 Gran Creu de l'Orde de la Corona amb Fulles de Roure (Luxemburg) – atorgada el 14/7/1946
 Gran Creu amb Collar del Reial Orde Noruec de Sant Olaf (Noruega) – atorgada el 11/5/1948
 Orde de l'Elefant (Dinamarca) – atorgada el 9/10/1950
 Orde de l'Alliberament (França) – atorgada el 6/11/1958
 Molt Refulgent Orde de l'Estrella del Nepal de 1a Classe – atorgada el 29/6/1961
 Gran Faixí de l'Alta Orde de Sayyid Mohammed bin Ali el Senoussi (Regne de Líbia) – atorgada el 14/4/1962
 Medalla del Servei Distingit a l'Exèrcit (EUA) – autoritzada el 10/5/1919 i atorgada el 16/7/1919
 Creu de Guerra amb Palma (Bèlgica) – atorgada el 15/11/1945
 Medalla Militar 1940-45 (Luxemburg)
 Medalla Militar (França) – atorgada el 8/5/1947
 Creu de Guerra amb Palma (França) – atorgada el 8/5/1947
 Medalla de la Campanya de Cuba 1895-98 (Espanya) – atorgada en 1914
 Medalla del Kediv de Sudan (barra “Khartoum”) (Egipte) – atorgada en 1899
 Medalla del Rei Christian X de la Llibertat (Dinamarca) – atorgada el 10/9/1946